# Josh Mayo
Joshua Andrew "Josh" Mayo (* 15. Juli 1987 in Munster, Indiana, Vereinigte Staaten) ist ein US-amerikanischer Basketballspieler. Derzeit steht er in Italien bei Pallacanestro Varese unter Vertrag.

## Karriere
Seine basketballerische Ausbildung erhielt Mayo von 2005 bis 2009 an der University of Illinois at Chicago (UIC). In seiner Abschlusssaison mit den Illinois-Chicago Flames in der US-amerikanischen College-Liga NCAA erzielte Mayo durchschnittlich 17,0 Punkte und 3,4 Assists pro Spiel.
Beim NBA-Draft 2009 wurde Mayo nicht berücksichtigt. Seinen ersten Profivertrag unterschrieb Mayo mit dem französischen Zweitligisten Stade Clermontois Basket Auvergne. In der folgenden Saison (2011/12) wechselte Mayo nach Lettland zu BK Liepājas Lauvas. Weitere Stationen waren die Ukraine, Italien, die Türkei und Spanien.
Zur Saison 2015/16 wechselte Mayo in die zweite italienische Liga zu Scafati Basket. Für Scafati erzielte er in dieser Saison durchschnittlich 15,7 Punkte und 5,2 Assists pro Spiel.
Mayo wechselte zur Saison 2016/17 in die deutsche Basketball-Bundesliga zu den Telekom Baskets Bonn. Mayo erzielte in dieser Bundesliga-Saison durchschnittlich 15,8 Punkte, 2,8 Rebounds und 5,1 Assists pro Spiel für Bonn. Im FIBA Europe Cup 2016/17 trug er mit 12,9 Punkten, 1,9 Rebounds und 4,6 Assists pro Spiel zum Erreichen des Halbfinales bei. Am Ende der Saison verlängerten die Telekom Baskets den Vertrag mit Mayo bis einschließlich der Saison 2018/19. In der Sommerpause 2019 trennten sich die Wege von Mayo und den Telekom Baskets Bonn und der Guard kehrte nach Italien zurück, wo er sich Pallacanestro Varese anschloss.